# روپرت ویاینستابل
روپرت ویاینستابل (انگلیسی: Rupert Weinstabl; ۲۰ نوامبر ۱۹۱۱ – ۷ سپتامبر ۱۹۵۳) قایقران کانو اهل اتریش بود.